# Fearless Tour
Fearless Tour va ser la primera gira de concerts pel cantant de música country Taylor Swift. La gira va ser en suport del seu segon àlbum d'estudi, Fearless. En la gira, que va estar acompanyat per convidats Kellie Pickler i Gloriana. cantant adolescent, Justin Bieber es va reunir amb ella per la gira quan se'n va anar al Regne Unit. Durant la gira,Taylor va realitzar amb convidats com John Mayer, Faith Hill (05/22/10) i Katy Perry (04/15/10).

## Actes d'obertura
| Gloriana(Austràlia i Amèrica del Nord) |
| --- |
| 1. How Far Do You Wanna Go/Go Your Own Way 2. If You're Leavin' (Foxboro,MA only) 3. You Said 4. Lead Me On 5. The Way It Goes 6. The World Is Ours Tonight (Foxboro,MA only) 7. Wild at Heart |

| Kellie Pickler(Amèrica del Nord) |
| --- |
| 1. Best Days of Your Life 2. Things That Never Cross a Man's Mind 3. Rocks Instead Of Rice 4. Makin' Me Fall in Love Again 5. Didn't You Know How Much I Loved You 6. Don't You Know You're Beautiful 7. I Wonder 8. Red High Heels |

| Justin Bieber(Regne Unit i Foxboro, MA)                                                                                    |
| --- |
| 1. Love Me 2. Bigger 3. One Less Lonely Girl 4. Favorite Girl 5. Down To Earth 6. With You (Chris Brown Cover) 7. One Time |

## Llista de cançons
| Taylor Swift |
| --- |
| 1. You Belong With Me 2. Our Song 3. Tell Me Why 4. Teardrops on My Guitar 5. Fearless 6. Forever and Always 7. Hey Stephen 8. Fifteen 9. Tim McGraw 10. White Horse 11. Love Story 12. The Way I Loved You 13. You're not Sorry/What Goes Around...Comes Around 14. Picture to Burn 15. Change - Encore 1. I'm Only Me When I'm With You 2. Today Was a Fairytale 3. Jump Then Fall 4. Should've Said No |